# Slovenski trg, Ljubljana
Slovenski oz. Miklošičev trg je eden izmed trgov v Ljubljani.
Trg so zgradili kot dopolnitev Sodne palače. Kranjski deželni zbor je načrtovanje zaupal arhitektu Maksu Fabianiju, ki je načrt naredil leta 1900, gradnja pa je potekala med letoma 1902 in 1906.
Leta 1908 so na trgu postavili spomenik/kip cesarja Franca Jožefa, delo kiparja Svitoslava Peruzzija. Že čez deset let, leta 1918, so zamenjali kip s kipom Franca Miklošiča.
Danes osrednji del trga zajema Miklošičev park.